# おらくる☆ヒミコさん
『おらくる☆ヒミコさん』は、内田俊による日本のライトノベル。イラストは朴晟佑が担当。ガンガンノベルズ（スクウェア・エニックス）にて2011年2月に刊行された。第1回スクウェア・エニックスライトノベル大賞入選作品。
2011年の小説刊行に先駆けて、スクウェア・エニックスのウェブコミック配信サイト『ガンガンONLINE』で2010年11月18日更新分から2011年6月16日更新分まで柚木涼太の作画で漫画化作品が連載されていた。

## あらすじ
神社の神主で重度の巫女好きのダメ人間である父親を持つ神山剣はある朝、巫女の格好をした少女に寝込みを襲われる。彼女は宗教戦争が絶え間なく続く未来から、戦争の引き金となる神道側の最高指導者になるらしい剣を守るためにやってきたオラクル☆ヒミコさんだと名乗る。
勿論、巫女好きの父親で苦労してきた剣は、未来の自分が全世界の女に巫女服を着せるためというふざけた理由で神道の地位を押し上げたなどとは信じない。彼女の奇行に振り回され迷惑する剣だったが、密かに想いを寄せている従妹の都と二人きりの夜道で実際に異教の刺客に襲われる。

## 登場人物
ヒミコさん
剣を守るため未来からやって来た巫女。艶のある長い黒髪を後ろでまとめ、整った顔立ちをしており、背が高く、胸は大きい。年齢は剣と同じくらい。剣の家に同居し、また、クラスにまで転入してくる。学校でも巫女服を着用し、家ではジャージでいることもあるが、変身で巫女服に瞬時に着替えることができる。
名前は「秘密の巫女」からとったコードネームであり、本名は不明。
神山剣（かみやま つるぎ）
中学二年生。神社の息子。巫女好きのダメ人間である父親のせいで十四歳にして超現実派。しかし未来では、全世界の女に巫女服を強要し宗教戦争の原因となった巫女連合総帥。当初はヒミコさんのいうことを信じていなかったが、実際にカトリックの刺客に襲われ、戦う決意をする。
十五歳の誕生日に巫女萌えに覚醒すると言われ、ヒミコさんが来た二十年後の未来ではすでに死亡しており、神格化されている。
武器は『イザナギ』で、箒の柄の先からビームを出す『ハラタマ☆バスター』などの宮司技を使うことができる。
神山都（かみやま みやこ）
剣の従妹でクラスメイト。小柄で可愛らしい少女であり、剣が密かに想いを寄せている相手でもある。
ヴァレリオ・ガブリーニ
イタリアからの留学生で剣の友人。赤い髪をしている整った容姿をしているが、剣の父やヒミコさんと巫女話に花を咲かせられるほどの巫女好き。
ヨハネ
十代前半のツインテールの少女。基本的に無表情で冷淡。
剣を抹殺するためにやってきたカトリックの刺客で『十二使徒』の一人。
神山禊（かみやま みそぎ）
神社の神主。料理も息子に任せ、巫女グッズを買い漁っているダメ人間。同じ言葉を二回繰り返す妙な喋り方をする。重度の巫女好きで、何の考えもなくヒミコさんを家に迎え入れる。親と妻はすでに他界している。

## 用語
神道
二十年後の未来では、巫女連合総帥である神山剣によって世界三大宗教にも負けないほど大きくなっている。長きにわたる宗教戦争の発端となったもの。
カトリック
未来では聖書の竜を触手と解釈しそれを使役し戦闘で使っている。なぜ触手かというと、ヒミコさん曰く、教皇が触手フェチっぽいかららしいが定かではない。
プロテスタント
未来では、人型機動兵器を使っている。
MP
巫女にとっては、巫女ポイントの略称。巫女技を使うと消費する。巫女技の崩し（アレンジ）では消費されない。巫女らしい行動をすると回復する。
宮司にとっては、マッスルポイントの略称。宮司技を使うと消費し、全身筋肉痛などの症状が出る。使うほどに痩せ衰えるわけではなく、きちんと休養をとれば回復し、むしろ身体はどんどん逞しくなっていく。
SP
神父ポイントの略称。

## 既刊一覧

### 小説
- 内田俊（著） / 朴晟佑（イラスト） 『おらくる☆ヒミコさん』 スクウェア・エニックス〈ガンガンノベルズ〉、2011年2月25日発売[3]、ISBN 978-4-7575-3160-4

### 漫画
- 内田俊（原作） / 朴晟佑（キャラクター原案） / 柚木涼太（作画） 『おらくる☆ヒミコさん』 スクウェア・エニックス〈ガンガンコミックスONLINE〉、全2巻
  1. 2011年2月25日発売[1]、ISBN 978-4-7575-3159-8
  2. 2011年8月22日発売[4]、ISBN 978-4-7575-3332-5